# Christine Guldbrandsen
Christine Guldbrandsen (Bergen, 1985) è una cantante norvegese.
Ha partecipato all'Eurovision Song Contest 2006 tenutosi ad Atene (Grecia) dal 15 al 21 maggio. Si è classificata quattordicesima cantando Alvedansen, una ballata. Tuttavia Christine, pur avendo solo 21 anni, è già da diverso tempo nota nel paese natio. Il suo primo CD si chiama Moments e il secondo porta il nome del primo singolo estratto, Surfing in the Air. Il video di quest'ultima è stato girato in Islanda, dietro un meraviglioso e suggestivo paesaggio.

## Discografia
- Surfing in the Air (2003)
- Moments (2004)
- Christine (2007)